# Chrzest pragnienia
Chrzest pragnienia (baptismus flaminis) – specyficzna forma chrztu uznawana przez Kościół katolicki, w którym umierający bez chrztu z wody dostępuje oczyszczenia z grzechu (warunkiem jest brak możliwości dostania chrztu wody i szczera chęć jego przyjęcia połączona ze skruchą). Przynosi owoce sakramentu takowym nie będąc.